# Bruno Armirail
Bruno Armirail (Tarbes, 11 aprile 1994) è un ciclista su strada francese che corre per la Decathlon AG2R La Mondiale Team.
Professionista dal 2018, ha vinto il titolo nazionale a cronometro nel 2022, nel 2024 e nel 2025.

## Palmarès

### Strada
- 2014 (Armée de Terre, una vittoriaq)

Campionati francesi, Prova a cronometro Under-23
- 2022 (Groupama-FDJ, una vittoria)

Campionati francesi, Prova a cronometro
- 2023 (Groupama-FDJ, una vittoria)

3ª tappa, 2ª semitappa Tour du Poitou-Charentes (La Roche-Posay > La Roche-Posay, cronometro)
- 2024 (Decathlon AG2R La Mondiale Team, una vittoria)

Campionati francesi, Prova a cronometro
- 2025 (Decathlon AG2R La Mondiale Team, una vittoria)

Campionati francesi, Prova a cronometro

#### Altri successi
- 2017 (Occitane CF)

Classifica scalatori Tour de Gironde
- 2023 (Groupama-FDJ, una vittoria)

Campionati europei, Staffetta
- 2025 (Decathlon AG2R La Mondiale Team)

Classifica scalatori Giro dei Paesi Baschi
Classifica scalatori Giro del Delfinato

## Piazzamenti

### Grandi Giri
- Giro d'Italia

2023: 16º
- Tour de France

2021: 83º
2024: 33º
2025: 50º
- Vuelta a España

2019: 91º
2020: 28º
2022: non partito (18ª tappa)
2024: 69º

### Classiche monumento
- Liegi-Bastogne-Liegi

2020: 58º
2021: ritirato
2022: 16º
2024: ritirato
- Giro di Lombardia

2022: ritirato

### Competizioni mondiali
- Campionati del mondo

Ponferrada 2014 - Cronometro Under-23: 46º
Yorkshire 2019 - Staffetta mista: 5º
Wollongong 2022 - Cronometro Elite: 10º
Wollongong 2022 - Staffetta mista: 7º
Wollongong 2022 - In linea Elite: ritirato
Glasgow 2023 - Staffetta: 2º
Glasgow 2023 - Cronometro Elite: 20º
Zurigo 2024 - Staffetta: 4º
Zurigo 2024 - Cronometro Elite: 11º

### Competizioni europee
- Campionati europei

Nyon 2014 - Cronometro Under-23: 11º
Trento 2021 - Staffetta mista: 4º
Trento 2021 - Cronometro Elite: 15º
Drenthe 2023 - Staffetta mista Elite: vincitore
Drenthe 2023 - Cronometro Elite: 12°